# Биргандж
Биргандж (на непалски: वीरगंज) е град в южен Непал, зона Вакинанкаратра, област Парса. Населението на общината през 2011 година е 135 904 души.